# Narciarstwo dowolne na Zimowych Igrzyskach Olimpijskich 2002 – jazda po muldach mężczyzn
Jazda po muldach mężczyzn na Zimowych Igrzyskach Olimpijskich 2002 została rozegrana 12 lutego na trasie w kurorcie Park City. Tytułu mistrza olimpijskiego z 1998 r. nie obronił Jonny Moseley z USA, który zajął czwarte miejsce. Tym razem zwyciężył Janne Lahtela z Finlandii, drugi był Amerykanin Travis Mayer, a brąz wywalczył Francuz Richard Gay.

## Wyniki

### Kwalifikacje
| Miejsce | Zawodnik                 | Państwo           | Punkty | Uwagi |
| ------- | ------------------------ | ----------------- | ------ | ----- |
| 1       | Travis Mayer             | Stany Zjednoczone | 27,05  | Q     |
| 2       | Janne Lahtela            | Finlandia         | 26,92  | Q     |
| 3       | Mikko Ronkainen          | Finlandia         | 26,25  | Q     |
| 4       | Jeremy Bloom             | Stany Zjednoczone | 25,98  | Q     |
| 5       | Richard Gay              | Francja           | 25,86  | Q     |
| 6       | Ryan Johnson             | Kanada            | 25,60  | Q     |
| 7       | Stéphane Rochon          | Kanada            | 25,57  | Q     |
| 8       | Sami Mustonen            | Finlandia         | 25,42  | Q     |
| 9       | Yūgo Tsukita             | Japonia           | 25,33  | Q     |
| 10      | Scott Bellavance         | Kanada            | 25,14  | Q     |
| 11      | Jonny Moseley            | Stany Zjednoczone | 25,13  | Q     |
| 12      | Johann Grégoire          | Francja           | 24,97  | Q     |
| 13      | Cédric Regnier-Lafforgue | Francja           | 24,87  | Q     |
| 14      | Fredrik Fortkord         | Szwecja           | 24,81  | Q     |
| 15      | Tapio Luusua             | Finlandia         | 24,56  | Q     |
| 16      | Laurent Niol             | Francja           | 24,46  | Q     |
| 17      | Witalij Głuszczenko      | Rosja             | 24,20  |       |
| 18      | Adrian Costa             | Australia         | 24,13  |       |
| 19      | Christian Stohr          | Szwajcaria        | 24,03  |       |
| 20      | Kenro Shimoyama          | Japonia           | 23,39  |       |
| 21      | Jean-Luc Brassard        | Kanada            | 23,31  |       |
| 22      | Patrik Sundberg          | Szwecja           | 23,16  |       |
| 23      | Trennon Paynter          | Australia         | 22,53  |       |
| 24      | Aleksiej Bannikow        | Kazachstan        | 22,14  |       |
| 25      | Simone Galli             | Włochy            | 21,01  |       |
| 26      | Katsuya Nakamoto         | Japonia           | 20,56  |       |
| 27      | Władimir Tiumiencew      | Rosja             | 18,42  |       |
| 28      | Evan Dybvig              | Stany Zjednoczone | 9,96   |       |
| 29      | Sam Temple               | Wielka Brytania   | 9,03   |       |
| 30      | Teppei Noda              | Japonia           | 0,30   |       |

### Finał
| Pozycja | Zawodnik                 | Państwo           | Punkty | Punkty | Punkty | Łącznie |
| Pozycja | Zawodnik                 | Państwo           | Skręty | Skoki  | Czas   | Łącznie |
| ------- | ------------------------ | ----------------- | ------ | ------ | ------ | ------- |
|         | Janne Lahtela            | Finlandia         | 14,3   | 7,10   | 6,57   | 27,97   |
|         | Travis Mayer             | Stany Zjednoczone | 14,4   | 6,66   | 6,53   | 27,59   |
|         | Richard Gay              | Francja           | 13,9   | 6,86   | 6,15   | 26,91   |
| 4       | Jonny Moseley            | Stany Zjednoczone | 14,2   | 6,55   | 6,03   | 26,78   |
| 5       | Tapio Luusua             | Finlandia         | 14,0   | 6,27   | 6,40   | 26,67   |
| 6       | Scott Bellavance         | Kanada            | 13,7   | 6,45   | 6,40   | 26,55   |
| 7       | Ryan Johnson             | Kanada            | 13,5   | 6,90   | 6,15   | 26,55   |
| 8       | Mikko Ronkainen          | Finlandia         | 13,9   | 6,49   | 6,10   | 26,49   |
| 9       | Jeremy Bloom             | Stany Zjednoczone | 13,8   | 6,06   | 6,33   | 26,19   |
| 10      | Sami Mustonen            | Finlandia         | 13,5   | 6,43   | 6,15   | 26,08   |
| 11      | Cédric Regnier-Lafforgue | Francja           | 13,6   | 6,37   | 5,66   | 25,63   |
| 12      | Laurent Niol             | Francja           | 13,6   | 5,18   | 6,22   | 25,00   |
| 13      | Fredrik Fortkord         | Szwecja           | 13,4   | 5,35   | 6,14   | 24,89   |
| 14      | Johann Grégoire          | Francja           | 11,0   | 5,61   | 6,16   | 22,77   |
| 15      | Stéphane Rochon          | Kanada            | 9,9    | 3,45   | 6,45   | 19,80   |
| 16      | Yūgo Tsukita             | Japonia           | 7,1    | 3,01   | 5,70   | 15,81   |